# Корженевський Леонід Макарович
Леонід Макарович Корженевський (сценічне ім'я Левко Корженевський; (нар. 25 березня 1950, с. Левківка Старокостянтинівського району Хмельницької області) — український співак (баритональний бас), композитор. Вокаліст ансамблю «Медобори». Заслужений артист України.

## Життєпис
Навчався у Кам'янець-Подільському культосвітньому училищі (1968), училищі імені Глієра (1973), на вокальному відділі Львівської консерваторії (1974—1979).
Від 1979 року — соліст-вокаліст Тернопільської обласної філармонії.
Лауреат Міжнародних конкурсів «Молоді голоси» (1980). «Золоті трембіти» (1988).
Автор музики на вірші українських поетів. Собі акомпанує на кобзі.

## Відзнаки
- Відзнака Тернопільської міської ради (2017)[2]